# 前橋市立荒砥中学校
前橋市立荒砥中学校（まえばししりつ あらとちゅうがっこう）は、群馬県前橋市荒子町にある公立中学校。

## 所在地
- 群馬県前橋市荒子町1338

## 教育目標
「考えは深く、心豊かに、たくましく」

## 沿革
- 1947年（昭和22年）4月 - 新学制実施により、旧荒砥青年学校（荒子公民館）を仮校舎として、荒砥北小学校と同南小学校に分教場をおき、授業を開始。
- 1948年（昭和23年） - 新校舎が落成し、南北の分教場を解散。
- 1956年（昭和31年） - 荒砥村と木瀬村が併合し城南村が発足し、城南村立東中学校となる。
- 1967年（昭和42年） - 城南村が解村して前橋市となり、校名を前橋市立荒砥中学校と改称する。

## 学区
前橋市立荒子小学校と前橋市立二之宮小学校、前橋市立大室小学校を合わせた次の町が学区である。
- 下大屋町[2]
- 泉沢町
- 富田町の一部
- 荒口町
- 荒子町
- 西大室町
- 東大室町
- 飯土井町
- 新井町
- 二之宮町
- 今井町
- 鶴が谷町

## 周辺主要施設
- 前橋総合運動公園

## 著名な出身者
- あらゐけいいち（漫画家）
- 神田直輝（元プロ野球選手）
- 阿部智里（小説家）